# Бернак (Шарант)
Бернак (фр. Bernac) насеље је и општина у западној Француској у региону Поату-Шарант, у департману Шарант која припада префектури Ангулем.
По подацима из 2011. године у општини је живело 481 становника, а густина насељености је износила 56,86 становника/km². Општина се простире на површини од 8,46 km². Налази се на средњој надморској висини од 103 метара (максималној 152 m, а минималној 94 m).

## Демографија
| 1962. | 1968. | 1975. | 1982. | 1990. | 1999. | 2011. |
| ----- | ----- | ----- | ----- | ----- | ----- | ----- |
| 221   | 259   | 278   | 387   | 433   | 420   | 481   |

График промене броја становника у току последњих година